# Váju

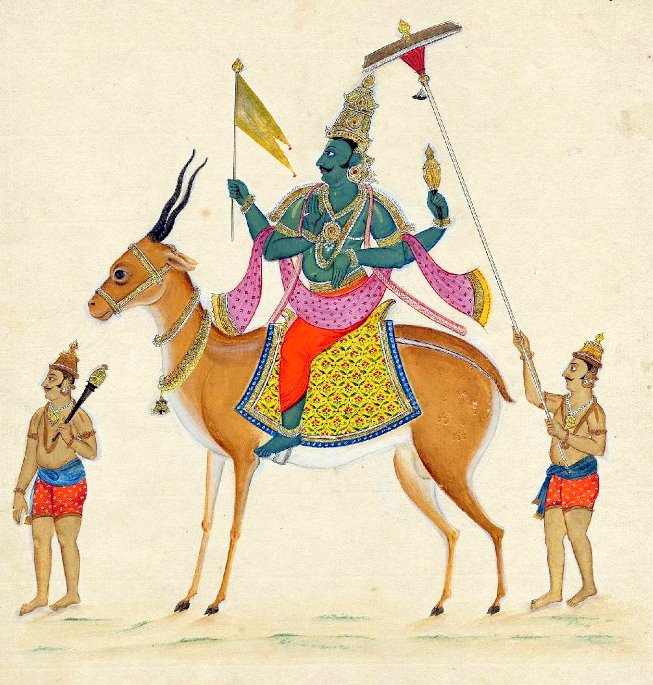
Váju jedoucí na gazele, cca 1820

Váju či Vátu je védský bůh větru. Je nazýván také Pavana „očistný“, Anila „vítr, dech“ či Satataga „ten jenž je neustále v pohybu“. Jeho íránským protějškem je Vaju. V Rgvédu je často zmiňován společně s Indrou, s kterým někdy také jede na svém voze taženém rudými koňmi. Stejně jako on je také velkým pijákem sómy.
Společně s lidskou ženou Kuntí zplodil Bhímu z rodu Pánduovců, jednoho z hlavních hrdinů Mahábháraty.
Slovo váju i vátu může kromě jména božstva znamenat „vítr, vzduch“ a vychází z praindoevropského *h2weh1 „vanout“, stejně jako latinské uentus, anglické wind nebo české vítr.
V povédském období význam Vájua upadal. V Brhadáranjakópanišadu je počítán mezi Vasuje, jindy zas mezi pět živlů nebo je označován za ochránce severozápadu či vládce gandharvů – nebeských hudebníků. Také byl považován za krutého a svévolného, například v příběhu o tom jak se mu žádná ze sta dcer krále Kušanábhy podvolit. Proto je potrestal hrbatostí a hlavní město jejich království se tak nazývá Kanjákubdžda „kde jsou dívky zkřivené“.